# Les Paul
Lester William Polsfuss, thường gọi tắt là Les Paul (tiếng Mỹ: /lɛs pɔl/) sinh ngày 9 tháng 6 năm 1915, mất ngày 13 tháng 8 năm 2009, là nhạc sĩ và nhà phát minh. Ông là người tiên phong trong phát triển cây đàn ghita điện thân đặc, nhờ đó đã "tạo nên âm thanh cho nhạc rock and roll." Ông được ghi công cho việc phát minh và khám phá nhiều cách tân trong ghi âm như ghi chồng (overdub) (còn được biết là "âm thanh trên âm thanh"), hiệu ứng trễ như tape delay, hiệu ứng pha, và ghi âm đa kênh (multitrack).
Ông còn thể hiện các đột phá trong phong cách chơi nhạc như lick, trill, các chuỗi hợp âm (chord), kĩ thuật phím đàn và định thời, từ đó giúp ông nổi bật trong số những người cùng thời và mang lại niềm cảm hứng cho các nghệ sĩ ghita. Tên ông được đặt cho loại đàn guitar điện tử hoàn thiện đầu tiên trên Thế giới là  Gibson Les Paul (đàn Les Paul của hãng Gip-xân).

## Danh sách đĩa nhạc

### Album
- Feedback (1944) – compilation
- Les Paul Trio (1946) – compilation
- Hawaiian Paradise (1949)
- The Hit Makers! (1950)
- The New Sound (1950)
- Les Paul's New Sound, Volume 2 (1951)
- Bye Bye Blues! (1952)
- Gallopin' Guitars (1952) – compilation
- Les and Mary (1955)
- Time to Dream (1957)
- Lover's Luau (1959)
- The Hits of Les and Mary (1960) – compilation
- Bouquet of Roses (1962)
- Warm and Wonderful (1962)
- Swingin' South (1963)
- Fabulous Les Paul and Mary Ford (1965)
- Les Paul Now! (1968)
- Guitar Tapestry
- Lover
- The Guitar Artistry of Les Paul (1971)
- The World is Still Waiting for the Sunrise (1974) – compilation
- The Best of Les Paul with Mary Ford (1974) – compilation
- Chester and Lester (1976) – with Chet Atkins
- Guitar Monsters (1977) – with Chet Atkins
- Les Paul and Mary Ford (1978) – compilation
- Multi Trackin'  (1979)
- All-Time Greatest Hits (1983) – compilation
- The Very Best of Les Paul with Mary Ford (1983) – compilation
- Tiger Rag (1984) – compilation
- Famille Nombreuse (1992) – compilation
- The World Is Waiting (1992) – compilation
- The Best of the Capitol Masters: Selections From "The Legend and the Legacy" Box Set (1992) – compilation
- All-Time Greatest Hits (1992) – compilation
- Their All-Time Greatest Hits (1995) – compilation
- Les Paul: The Legend and the Legacy (1996; a four-CD box set chronicling his years with Capitol Records)
- 16 Most Requested Songs (1996) – compilation
- The Complete Decca Trios—Plus (1936–1947) (1997) – compilation
- California Melodies (2003)
- Les Paul & Friends: American Made World Played (2005)
- Les Paul And Friends: A Tribute To A Legend (2008)

### Đĩa đơn
- "It's Been a Long, Long Time" – Bing Crosby & The Les Paul Trio (1945)
- "Rumors Are Flying" – Andrews Sisters & Les Paul (1946)
- "Lover (When You're Near Me)" (1948)
- "Brazil" (1948)
- "What Is This Thing Called Love?" (1948)
- "Nola" (1950)
- "Goofus" (1950)
- "Little Rock 69 Getaway" (1950/1951)
- "Tennessee Waltz" – Les Paul & Mary Ford (1950/1951)
- "Mockingbird Hill" – Les Paul & Mary Ford (1951)
- "How High The Moon" – Les Paul & Mary Ford (1951)
- "I Wish I Had Never Seen Sunshine" – Les Paul & Mary Ford (1951)
- "The World Is Waiting for the Sunrise" – Les Paul & Mary Ford (1951)
- "Just One More Chance" – Les Paul & Mary Ford (1951)
- "Jazz Me Blues" (1951)
- "Josephine" (1951)
- "Whispering" (1951)
- "Jingle Bells" (1951)
- "Tiger Rag" – Les Paul & Mary Ford (1952)
- "I'm Confessin' (That I Love You)" – Les Paul & Mary Ford (1952)
- "Carioca" (1952)
- "In the Good Old Summertime" – Les Paul & Mary Ford (1952)
- "Smoke Rings" – Les Paul & Mary Ford (1952)
- "Meet Mister Callaghan" (1952)
- "Take Me In Your Arms And Hold Me" – Les Paul & Mary Ford (1952)
- "Lady of Spain" (1952)
- "My Baby's Coming Home" – Les Paul & Mary Ford (1952)
- "Bye Bye Blues" – Les Paul & Mary Ford (1953)
- "I'm Sitting On Top Of The World" – Les Paul & Mary Ford (1953)
- "Sleep" (Fred Waring's theme song) (1953)
- "Vaya Con Dios" – Les Paul & Mary Ford (1953)
- "Johnny (Is The Boy For Me)" – Les Paul & Mary Ford (1953)
- "Don'cha Hear Them Bells" – Les Paul & Mary Ford (1953)
- "The Kangaroo" (1953)
- "I Really Don't Want To Know" – Les Paul & Mary Ford (1954)
- "I'm A Fool To Care" – Les Paul & Mary Ford (1954)
- "Whither Thou Goest" – Les Paul & Mary Ford (1954)
- "Mandolino" – Les Paul & Mary Ford (1954)
- "Hummingbird" – Les Paul & Mary Ford (1955)
- "Amukiriki (The Lord Willing)" – Les Paul & Mary Ford (1955)
- "Magic Melody" – Les Paul & Mary Ford (1955)
- "Texas Lady" – Les Paul & Mary Ford (1956)
- "Moritat" (Theme from "Three Penny Opera") (1956)
- "Nuevo Laredo" – Les Paul & Mary Ford (1956)
- "Cinco Robles (Five Oaks)" – Les Paul & Mary Ford (1957)
- "Put A Ring On My Finger" – Les Paul & Mary Ford (1958)
- "Jura (I Swear I Love You)" – Les Paul & Mary Ford (1961)